# KOMPSAT-6
KOMPSAT-6 (acronyme de KOrean Multi-Purpose SATellite-6), appelé aussi Arirang-6 (en coréen 아리랑 6호), est le sixième satellite d'observation de la Terre sud-coréen de la série KOMPSAT. Sa charge utile est constituée par un radar à synthèse d'ouverture fournissant des images avec un pouvoir de résolution compris entre 0,5 mètre et 20 mètres selon les modes. Il doit être lancé en 2024 et ainsi prendre la suite de KOMPSAT-5 en orbite depuis 2013.

## Historique
L'Institut coréen de recherche aérospatiale (KARI), l'agence spatiale de la Corée du Sud, lance en 1995 son programme national de satellites d'observation de la Terre, qui est baptisé KOMPSAT. L'objectif est de fournir des services pour différentes applications de télédétection telles que la réalisation d'un système d'information géographique national, le contrôle de ses ressources agricoles et le suivi des désastres naturels. KOMPSAT-6 est le sixième satellite du programme et le deuxième à utiliser un radar à synthèse d'ouverture. Le 14 février 2014, un contrat est signé entre la société coréenne LIG Nex1 de Corée du Sud et Airbus Defence and Space de Friedrichshafen, Allemagne pour le développement d'un radar à synthèse d'ouverture. La plate-forme et l'assemblage du satellite sont pris en charge par la société coréenne Korea Aerospace Industries (KAI). KOMPSAT-6 doit initialement être placé en orbite le 15 octobre 2022 par un lanceur russe Angara 1.2 qui décolle effectivement du cosmodrome de Plessetsk situé en Russie, mais l'invasion de l'Ukraine par la Russie de 2022 poussent les responsables à choisir un autre lanceur, ce qui repousse le lancement à une date ultérieure. En 2023, le KARI prévoit de confier le lancement du satellite au lanceur Vega-C qui doit décoller fin 2024.

## Caractéristiques techniques du satellite
Le satellite KOMPSAT-6 utilise une plate-forme dont la structure primaire est réalisée majoritairement en polymère renforcé de fibres de carbone. La masse au lancement est de 1 750 kilogrammes. Le satellite est stabilisé sur 3 axes. Son orientation est déterminée à l'aide de viseurs d'étoiles, de capteurs solaires, de gyroscopes et d'une centrale à inertie. Les changements d'orientation sont réalisés à l'aide de roues de réaction et de magnéto-coupleurs. L'énergie est fournie par un ensemble de panneaux solaires formant une aile unique et fixe qui sont déployés en orbite et produisent 2 250 watts et l'énergie est emmagasinée dans des accumulateurs lithium-ion d'une capacité de 82 ampères-heures. Le satellite dispose de petits moteurs-fusées brûlant de l'hydrazine dont la poussée est de 1 newton. Les données sont transmises en bande S et en bande X (débit sur la liaison descendante de 600 mégabits par seconde. La durée de vie du satellite est de 5 ans minimum.

## Orbite
KOMPSAT-6 décrit une orbite héliosynchrone quasi circulaire avec les paramètres :	
- Altitude moyenne : 505 km
- Inclinaison : 97,42°
- Période de révolution :
- Passage au nœud ascendant : 06 h 00
- Cycle orbital : 28 jours

### Radar XSAR
La charge utile est le radar à synthèse d'ouverture XSAR (X-band Synthetic Aperture Radar) développé par Thales Alenia Space Italie. Celui-ci a une masse de 520 kg et consomme en pointe 1 700 watts. Il fonctionne en bande X sur la longueur 9,66 GHz. Il peut fonctionner de manière continue durant 1 501 secondes par orbite. Le satellite peut basculer latéralement de ± 37°. Il comprend quatre modes de fonctionnement :
| mode               | résolution spatiale | largeur de la bande |
| ------------------ | ------------------- | ------------------- |
| Standard           | 3 mètres            | 30 km               |
| Haute résolution A | 1 mètre             | 10 km               |
| Haute résolution B | 0,5 mètre           | 5 km                |
| Bande large        | 20 mètres           | 100 km              |

### Suite d'instruments S-AIS
Le satellite emporte une charge utile secondaire S-AIS (Satellite-Automatic Identification System). Celui-ci est un récepteur des signaux émis par les navires dans le cadre du Système d'identification automatique par satellite qui leur permet de signaler leur position afin d'éviter les collisions et faciliter les opérations de secours en mer.